# Marcgraviastrum obovatum
Marcgraviastrum obovatum är en tvåhjärtbladig växtart som först beskrevs av George Don jr, och fick sitt nu gällande namn av Bedell, Gir.-cañas och S.Dressler. Marcgraviastrum obovatum ingår i släktet Marcgraviastrum och familjen Marcgraviaceae. Inga underarter finns listade i Catalogue of Life.